# Žuta Tabija

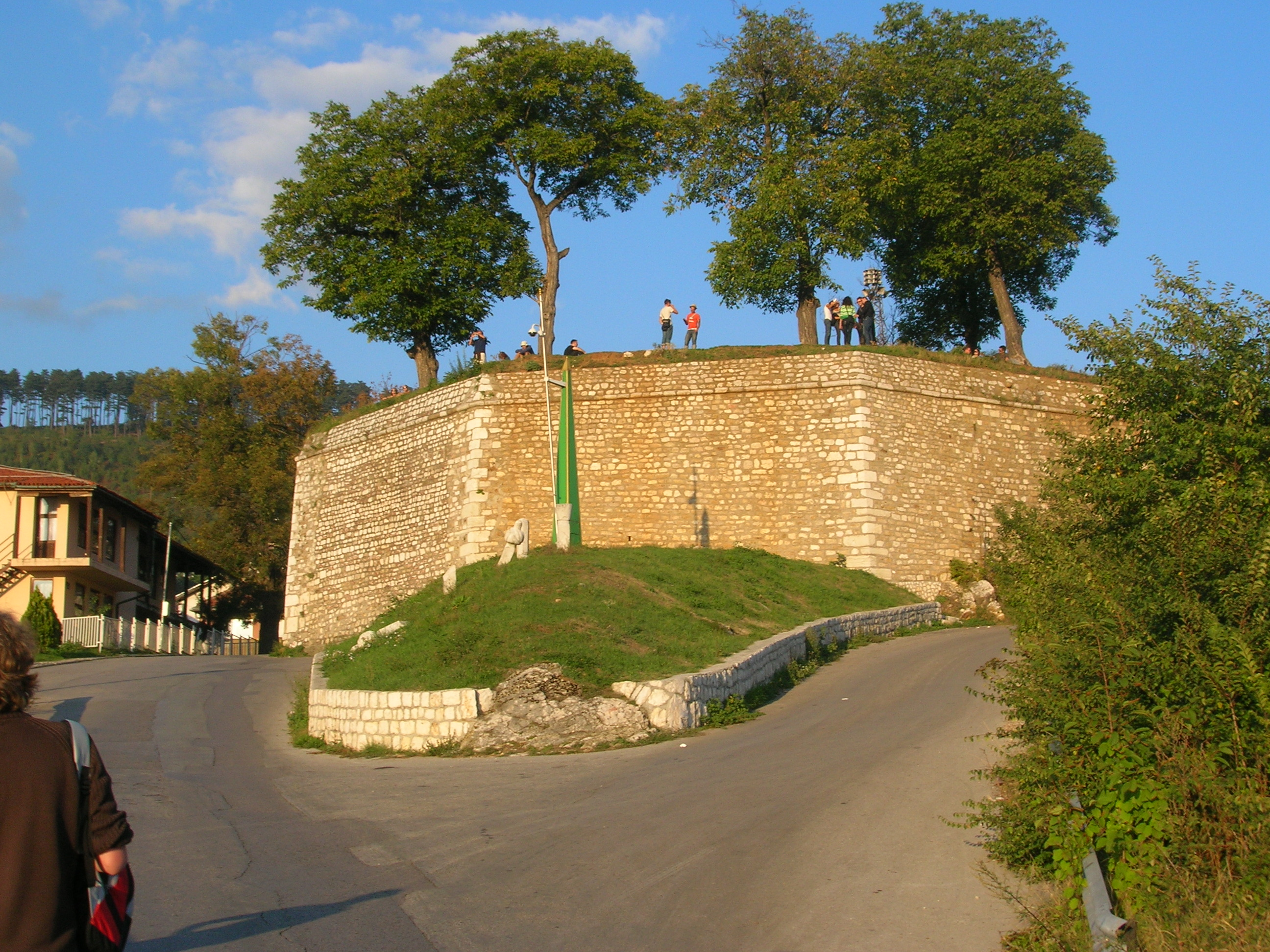
Jižní strana pevnosti

Žuta Tabija (česky doslova žlutý bastion) je dochované opevnění, nacházející se východně od centra Sarajeva v Bosně a Hercegovině. V současné době slouží jako park, poskytující pohledy na celé údolí řeky Miljacky, ve kterém se bosenská metropole nachází.
Bastion má tvar nepravidelného osmiúhelníku. Jeho sedm stran je dlouhých každá po 10 metrech, severní strana pak má délkku 27,5 m. Jižní strany dosahují výšky až 7,5 m a jejich zdivo, které je z hrubého kamene, má tloušťku 35 cm. Opevnění se datuje do dob existence Osmanské říše; během rakousko-uherské správy Bosny a Hercegoviny bylo dvakrát opravováno (v letech 1883 a 1903). Původní brána, která vedla k bastionu, byla v roce 1946 zbořena, aby uvolnila místo pro rozšiřovanou silnici.